# La Boissière (Mayenne)
La Boissière település Franciaországban, Mayenne megyében. Lakosainak száma 116 fő (2022. január 1.). La Boissière Bouillé-Ménard, Bouchamps-lès-Craon, Renazé, Segré-en-Anjou Bleu és Ombrée d’Anjou községekkel határos.

## Népesség
A település népességének változása:
| Lakosok száma | 175  | 131  | 152  | 120  | 127  | 118  | 117  | 115  | 115  | 116  |
|               | 1968 | 1982 | 1990 | 2006 | 2013 | 2015 | 2017 | 2019 | 2020 | 2022 |